# سدلیانو
سدلیانو (به ایتالیایی: Sedegliano) یک کومونه در ایتالیا است که در استان اودینه واقع شده‌است. سدلیانو ۵۰٫۴ کیلومتر مربع مساحت و ۳٬۹۰۰ نفر جمعیت دارد و ۸۴ متر بالاتر از سطح دریا واقع شده‌است.